# Bretenoux
Bretenoux är en kommun i departementet Lot i regionen Occitanien i södra Frankrike. Kommunen ligger i kantonen Bretenoux som tillhör arrondissementet Figeac. År 2022 hade Bretenoux 1 429 invånare.

## Befolkningsutveckling
Antalet invånare i kommunen Bretenoux
| Referens: INSEE |